# Distrito electoral de Ica
Ica es uno de los 27 distritos electorales representados en el Congreso de la República del Perú. La circunscripción elige actualmente a 4 congresistas. Sus límites corresponden a los del departamento de Ica. El sistema electoral utiliza el método D'Hondt y una representación proporcional con doble voto preferencial opcional.

## Representantes
| 2 | 4 |

| 1 | 4 | 1 |

| 1 | 2 | 1 | 2 |

| 1 | 1 | 1 | 1 |

| 1 | 2 | 1 |

| 2 | 2 |

| 1 | 3 |

| 1 | 1 | 1 | 1 |

| 1 | 1 | 1 | 1 |

## Elecciones

### Elecciones parlamentarias de 2021
| Partidos y coaliciones                                                                               | Partidos y coaliciones                    | Voto popular | Voto popular | Voto popular | Escaños | Escaños |
| Partidos y coaliciones                                                                               | Partidos y coaliciones                    | Votos        | %            | ±pp          | Total   | +/−     |
| --- | ----------------------------------------- | ------------ | ------------ | ------------ | ------- | ------- |
| | Fuerza Popular (FP)                       | 48,600       | 13.75        | +5.77        | 1       | ±0      |
| | Acción Popular (AP)                       | 37,184       | 10.52        | +0.17        | 1       | ±0      |
| | Perú Libre (PL)                           | 36,479       | 10.32        | +8.22        | 1       | +1      |
| | Podemos Perú (PP)                         | 35,916       | 10.16        | +3.76        | 1       | +1      |
| | Renovación Popular (RP)1                  | 30,959       | 8.76         | +6.96        | 0       | ±0      |
| | Victoria Nacional (VN)                    | 26,404       | 7.47         | Nuevo        | 0       | ±0      |
| | Avanza País (AvP)                         | 24,212       | 6.85         | +3.76        | 0       | ±0      |
| | Juntos por el Perú (JP)                   | 23,239       | 6.58         | +2.69        | 0       | ±0      |
| | Frente Popular Agrícola del Perú (Frepap) | 20,151       | 5.70         | –1.55        | 0       | –1      |
| | Alianza para el Progreso (APP)            | 16,023       | 4.53         | –6.42        | 0       | –1      |
| | Partido Morado (PM)                       | 14,701       | 4.16         | –1.51        | 0       | ±0      |
| | Somos Perú (SP)                           | 13,028       | 3.69         | –2.78        | 0       | ±0      |
| | Partido Popular Cristiano (PPC)           | 6,464        | 1.83         | –0.88        | 0       | ±0      |
| | Renacimiento Unido Nacional (RUNA)        | 5,997        | 1.70         | –0.50        | 0       | ±0      |
| | Frente Amplio (FA)                        | 4,987        | 1.41         | –2.69        | 0       | ±0      |
| | Partido Nacionalista Peruano (PNP)        | 4,704        | 1.33         | n/a          | 0       | ±0      |
| | Unión por el Perú (UPP)                   | 4,332        | 1.23         | –4.22        | 0       | ±0      |
| |                                           |              |              |              |         |         |
| Total                                                                                                | Total                                     | 353,380      |              |              | 4       | ±0      |
| |                                           |              |              |              |         |         |
| Votos válidos                                                                                        | Votos válidos                             | 353,380      | 71.40        | –6.37        |         |         |
| Votos en blanco                                                                                      | Votos en blanco                           | 56,520       | 11.42        | +8.42        |         |         |
| Votos nulos                                                                                          | Votos nulos                               | 85,036       | 17.18        | –2.05        |         |         |
| Votos emitidos                                                                                       | Votos emitidos                            | 494,936      | 75.99        | –6.41        |         |         |
| Abstenciones                                                                                         | Abstenciones                              | 156,428      | 24.01        | +6.41        |         |         |
| Votantes registrados                                                                                 | Votantes registrados                      | 651,364      |              |              |         |         |
| |                                           |              |              |              |         |         |
| Fuente:                                                                                              |                                           |              |              |              |         |         |
| Notas al pie: 1 Comparado con los resultados de Solidaridad Nacional (SN) en las elecciones de 2020. |                                           |              |              |              |         |         |
| Notas al pie:                                                                                        |                                           |              |              |              |         |         |
| 1 Comparado con los resultados de Solidaridad Nacional (SN) en las elecciones de 2020.               |                                           |              |              |              |         |         |

### Elecciones parlamentarias de 2020
| Partidos y coaliciones | Partidos y coaliciones                    | Voto popular | Voto popular | Voto popular | Escaños | Escaños |
| Partidos y coaliciones | Partidos y coaliciones                    | Votos        | %            | ±pp          | Total   | +/−     |
| --- | ----------------------------------------- | ------------ | ------------ | ------------ | ------- | ------- |
| | Alianza para el Progreso1 (APP)           | 44,614       | 10.95        | n/a          | 1       | +1      |
| | Acción Popular (AP)                       | 42,185       | 10.35        | +1.32        | 1       | +1      |
| | Fuerza Popular (FP)                       | 32,531       | 7.98         | –33.18       | 1       | –2      |
| | Frente Popular Agrícola del Perú (Frepap) | 29,562       | 7.25         | Nuevo        | 1       | +1      |
| | Democracia Directa (DD)                   | 27,540       | 6.76         | +5.07        | 0       | ±0      |
| | Somos Perú1 (SP)                          | 26,373       | 6.47         | n/a          | 0       | ±0      |
| | Podemos Perú (PP)                         | 26,073       | 6.40         | Nuevo        | 0       | ±0      |
| | Partido Morado (PM)                       | 23,107       | 5.67         | Nuevo        | 0       | ±0      |
| | Unión por el Perú2 (UPP)                  | 22,202       | 5.45         | n/a          | 0       | ±0      |
| | Frente Amplio (FA)                        | 16,723       | 4.10         | –8.21        | 0       | ±0      |
| | Perú Patria Segura (PPS)                  | 16,577       | 4.07         | Nuevo        | 0       | ±0      |
| | Vamos Perú3 (VP)                          | 16,297       | 4.00         | n/a          | 0       | ±0      |
| | Juntos por el Perú (JP)                   | 15,856       | 3.89         | Nuevo        | 0       | ±0      |
| | Avanza País (AvP)                         | 12,578       | 3.09         | Nuevo        | 0       | ±0      |
| | Partido Aprista Peruano3 (APRA)           | 12,267       | 3.01         | n/a          | 0       | ±0      |
| | Partido Popular Cristiano3 (PPC)          | 11,056       | 2.71         | n/a          | 0       | ±0      |
| | Renacimiento Unido Nacional (RUNA)        | 8,966        | 2.20         | Nuevo        | 0       | ±0      |
| | Perú Libre (PL)                           | 8,556        | 2.10         | Nuevo        | 0       | ±0      |
| | Solidaridad Nacional2 (SN)                | 7,330        | 1.80         | n/a          | 0       | ±0      |
| | Perú Nación (PN)                          | 5,572        | 1.37         | Nuevo        | 0       | ±0      |
| | Contigo4 (C)                              | 1,539        | 0.38         | –13.20       | 0       | –1      |
| |                                           |              |              |              |         |         |
| Total | Total                                     | 407,504      |              |              | 4       | ±0      |
| |                                           |              |              |              |         |         |
| Votos válidos | Votos válidos                             | 407,504      | 77.77        | +11.17       |         |         |
| Votos en blanco | Votos en blanco                           | 15,698       | 3.00         | –9.00        |         |         |
| Votos nulos | Votos nulos                               | 100,795      | 19.24        | –2.17        |         |         |
| Votos emitidos | Votos emitidos                            | 523,997      | 82.40        | –5.05        |         |         |
| Abstenciones | Abstenciones                              | 111,909      | 17.60        | +5.05        |         |         |
| Votantes registrados | Votantes registrados                      | 635,906      |              |              |         |         |
| |                                           |              |              |              |         |         |
| Fuente: |                                           |              |              |              |         |         |
| Notas al pie: 1 Dentro de la coalición Alianza para el Progreso del Perú en las elecciones de 2016. 2 Dentro de la coalición Alianza Solidaridad Nacional en las elecciones de 2016 (retiraron su candidatura). 3 Dentro de la coalición Alianza Popular en las elecciones de 2016. 4 Comparado con los resultados de su partido antecesor Peruanos por el Kambio en las elecciones de 2016. |                                           |              |              |              |         |         |
| Notas al pie: |                                           |              |              |              |         |         |
| 1 Dentro de la coalición Alianza para el Progreso del Perú en las elecciones de 2016. 2 Dentro de la coalición Alianza Solidaridad Nacional en las elecciones de 2016 (retiraron su candidatura). 3 Dentro de la coalición Alianza Popular en las elecciones de 2016. 4 Comparado con los resultados de su partido antecesor Peruanos por el Kambio en las elecciones de 2016.               |                                           |              |              |              |         |         |

### Elecciones parlamentarias de 2016
| Partidos y coaliciones | Partidos y coaliciones                         | Voto popular | Voto popular | Voto popular | Escaños | Escaños |
| Partidos y coaliciones | Partidos y coaliciones                         | Votos        | %            | ±pp          | Total   | +/−     |
| --- | ---------------------------------------------- | ------------ | ------------ | ------------ | ------- | ------- |
| | Fuerza Popular1 (FP)                           | 139,927      | 41.16        | +9.71        | 3       | +1      |
| | Peruanos por el Kambio (PPK)                   | 46,162       | 13.58        | Nuevo        | 1       | +1      |
| | Frente Amplio (FA)                             | 41,869       | 12.32        | Nuevo        | 0       | ±0      |
| | Alianza Popular2 (APRA–PPC–VP)                 | 33,791       | 9.94         | n/a          | 0       | ±0      |
| | Acción Popular3 (AP)                           | 30,706       | 9.03         | n/a          | 0       | ±0      |
| | Alianza para el Progreso del Perú4 (APP–RN–SP) | 26,235       | 7.72         | n/a          | 0       | ±0      |
| | Perú Posible3 (PP)                             | 10,056       | 2.96         | n/a          | 0       | ±0      |
| | Democracia Directa5 (DD)                       | 5,758        | 1.69         | +0.86        | 0       | ±0      |
| | Frente Esperanza (FE)                          | 4,014        | 1.18         | Nuevo        | 0       | ±0      |
| | Progresando Perú (PrP)                         | 1,478        | 0.44         | Nuevo        | 0       | ±0      |
| |                                                |              |              |              |         |         |
| Total | Total                                          | 339,996      |              |              | 4       | ±0      |
| |                                                |              |              |              |         |         |
| Votos válidos | Votos válidos                                  | 339,996      | 66.60        | –13.11       |         |         |
| Votos en blanco | Votos en blanco                                | 61,272       | 12.00        | +3.62        |         |         |
| Votos nulos | Votos nulos                                    | 109,225      | 21.40        | +9.49        |         |         |
| Votos emitidos | Votos emitidos                                 | 510,493      | 87.45        | –1.55        |         |         |
| Abstenciones | Abstenciones                                   | 73,284       | 12.55        | +1.55        |         |         |
| Votantes registrados | Votantes registrados                           | 583,777      |              |              |         |         |
| |                                                |              |              |              |         |         |
| Fuente: |                                                |              |              |              |         |         |
| Notas al pie: 1 Comparado con los resultados de su partido antecesor Fuerza 2011 en las elecciones de 2011. 2 Comparado con los resultados del Partido Aprista Peruano y el Partido Popular Cristiano en las elecciones de 2011. 3 Dentro de la coalición Alianza Electoral Perú Posible en las elecciones de 2011. 4 Comparado con los resultados de Alianza para el Progreso , Restauración Nacional (ambos dentro de la coalición Alianza por el Gran Cambio ) y Somos Perú (dentro de la coalición Alianza Electoral Perú Posible ) en las elecciones de 2011. 5 Comparado con los resultados de su partido antecesor Fonavistas del Perú en las elecciones de 2011. |                                                |              |              |              |         |         |
| Notas al pie: |                                                |              |              |              |         |         |
| 1 Comparado con los resultados de su partido antecesor Fuerza 2011 en las elecciones de 2011. 2 Comparado con los resultados del Partido Aprista Peruano y el Partido Popular Cristiano en las elecciones de 2011. 3 Dentro de la coalición Alianza Electoral Perú Posible en las elecciones de 2011. 4 Comparado con los resultados de Alianza para el Progreso, Restauración Nacional (ambos dentro de la coalición Alianza por el Gran Cambio) y Somos Perú (dentro de la coalición Alianza Electoral Perú Posible) en las elecciones de 2011. 5 Comparado con los resultados de su partido antecesor Fonavistas del Perú en las elecciones de 2011.                  |                                                |              |              |              |         |         |

### Elecciones parlamentarias de 2011
| Partidos y coaliciones | Partidos y coaliciones                       | Voto popular | Voto popular | Voto popular | Escaños | Escaños |
| Partidos y coaliciones | Partidos y coaliciones                       | Votos        | %            | ±pp          | Total   | +/−     |
| --- | -------------------------------------------- | ------------ | ------------ | ------------ | ------- | ------- |
| | Fuerza 20111 (F2011)                         | 115,459      | 31.45        | +25.07       | 2       | +2      |
| | Gana Perú2 (PNP–PS–PCP–PSR)                  | 97,982       | 26.69        | +26.27       | 2       | +2      |
| | Perú Posible3 (PP–AP–SP)                     | 42,706       | 11.63        | +3.27        | 0       | ±0      |
| | Cambio Radical (CR)                          | 33,871       | 9.23         | Nuevo        | 0       | ±0      |
| | Solidaridad Nacional4 (SN–UPP–C90–SU–TPP)    | 28,092       | 7.65         | n/a          | 0       | –1      |
| | Alianza por el Gran Cambio5 (APP–PPC–PHP–RN) | 26,273       | 7.16         | n/a          | 0       | –1      |
| | Partido Aprista Peruano (APRA)               | 14,003       | 3.81         | –21.51       | 0       | –2      |
| | Fonavistas del Perú (FP)                     | 3,054        | 0.83         | Nuevo        | 0       | ±0      |
| | Fuerza Social (FS)                           | 3,043        | 0.83         | Nuevo        | 0       | ±0      |
| | Fuerza Nacional (FN)                         | 1,653        | 0.45         | Nuevo        | 0       | ±0      |
| | Justicia, Tecnología, Ecología (JTE)         | 555          | 0.15         | Nuevo        | 0       | ±0      |
| | Adelante (Adelante)                          | 461          | 0.13         | Nuevo        | 0       | ±0      |
| |                                              |              |              |              |         |         |
| Total | Total                                        | 367,152      |              |              | 4       | ±0      |
| |                                              |              |              |              |         |         |
| Votos válidos | Votos válidos                                | 367,152      | 79.71        | +2.28        |         |         |
| Votos en blanco | Votos en blanco                              | 38,600       | 8.38         | –0.91        |         |         |
| Votos nulos | Votos nulos                                  | 54,871       | 11.91        | –1.37        |         |         |
| Votos emitidos | Votos emitidos                               | 460,623      | 89.00        | –3.30        |         |         |
| Abstenciones | Abstenciones                                 | 56,906       | 11.00        | +3.30        |         |         |
| Votantes registrados | Votantes registrados                         | 517,529      |              |              |         |         |
| |                                              |              |              |              |         |         |
| Fuente: |                                              |              |              |              |         |         |
| Notas al pie: 1 Comparado con los resultados de la coalición Alianza por el Futuro en las elecciones de 2006. 2 Comparado con los resultados del Partido Socialista en las elecciones de 2006. 3 Comparado con los resultados del partido Perú Posible y la alianza Frente de Centro en las elecciones de 2006. 4 Comparado con los resultados del partido Unión por el Perú y Solidaridad Nacional (dentro de Unidad Nacional ) en las elecciones de 2006. 5 Comparado con los resultados del Partido Popular Cristiano (dentro de Unidad Nacional ) en las elecciones de 2006. |                                              |              |              |              |         |         |
| Notas al pie: |                                              |              |              |              |         |         |
| 1 Comparado con los resultados de la coalición Alianza por el Futuro en las elecciones de 2006. 2 Comparado con los resultados del Partido Socialista en las elecciones de 2006. 3 Comparado con los resultados del partido Perú Posible y la alianza Frente de Centro en las elecciones de 2006. 4 Comparado con los resultados del partido Unión por el Perú y Solidaridad Nacional (dentro de Unidad Nacional) en las elecciones de 2006. 5 Comparado con los resultados del Partido Popular Cristiano (dentro de Unidad Nacional) en las elecciones de 2006.                 |                                              |              |              |              |         |         |

### Elecciones parlamentarias de 2006
| Partidos y coaliciones | Partidos y coaliciones                            | Voto popular | Voto popular | Voto popular | Escaños | Escaños |
| Partidos y coaliciones | Partidos y coaliciones                            | Votos        | %            | ±pp          | Total   | +/−     |
| --- | ------------------------------------------------- | ------------ | ------------ | ------------ | ------- | ------- |
| | Partido Aprista Peruano (APRA)                    | 81,650       | 25.32        | +1.26        | 2       | +1      |
| | Unión por el Perú (UPP)                           | 71,559       | 22.19        | +9.72        | 1       | ±0      |
| | Unidad Nacional (PPC–SN–RN)                       | 71,095       | 22.05        | +11.44       | 1       | +1      |
| | Alianza por el Futuro1 (C90–NM–SC)                | 20,581       | 6.38         | +0.08        | 0       | ±0      |
| | Frente de Centro2 (AP–SP–CNI)                     | 15,539       | 4.82         | –1.79        | 0       | ±0      |
| | Alianza para el Progreso (APP)                    | 11,658       | 3.62         | Nuevo        | 0       | ±0      |
| | Perú Posible (PP)                                 | 11,420       | 3.54         | –19.80       | 0       | –1      |
| | Restauración Nacional (RN)                        | 8,791        | 2.73         | Nuevo        | 0       | ±0      |
| | Frente Independiente Moralizador (FIM)            | 7,584        | 2.35         | –10.37       | 0       | –1      |
| | Renacimiento Andino (RA)                          | 4,565        | 1.42         | +0.17        | 0       | ±0      |
| | Justicia Nacional (JN)                            | 2,905        | 0.90         | Nuevo        | 0       | ±0      |
| | Frente Popular Agrícola del Perú (Frepap)         | 2,430        | 0.75         | –0.11        | 0       | ±0      |
| | Con Fuerza Perú                                   | 2,160        | 0.67         | Nuevo        | 0       | ±0      |
| | Reconstrucción Democrática                        | 2,001        | 0.62         | Nuevo        | 0       | ±0      |
| | Movimiento Nueva Izquierda (MNI)                  | 1,589        | 0.49         | Nuevo        | 0       | ±0      |
| | Avanza País - Partido de Integración Social (AvP) | 1,531        | 0.48         | Nuevo        | 0       | ±0      |
| | Fuerza Democrática (FD)                           | 1,477        | 0.46         | Nuevo        | 0       | ±0      |
| | Partido Socialista (PS)                           | 1,359        | 0.42         | Nuevo        | 0       | ±0      |
| | Concertación Descentralista (PDS–MHP)             | 1,248        | 0.39         | Nuevo        | 0       | ±0      |
| | Perú Ahora                                        | 767          | 0.24         | Nuevo        | 0       | ±0      |
| | Resurgimiento Peruano                             | 323          | 0.10         | Nuevo        | 0       | ±0      |
| | Proyecto País (PrP)                               | 220          | 0.07         | –0.79        | 0       | ±0      |
| |                                                   |              |              |              |         |         |
| Total | Total                                             | 322,452      |              |              | 4       | ±0      |
| |                                                   |              |              |              |         |         |
| Votos válidos | Votos válidos                                     | 322,452      | 77.43        | –5.09        |         |         |
| Votos en blanco | Votos en blanco                                   | 38,669       | 9.29         | +1.04        |         |         |
| Votos nulos | Votos nulos                                       | 55,342       | 13.28        | +4.05        |         |         |
| Votos emitidos | Votos emitidos                                    | 416,463      | 92.30        | +6.25        |         |         |
| Abstenciones | Abstenciones                                      | 34,734       | 7.70         | –6.25        |         |         |
| Votantes registrados | Votantes registrados                              | 451,197      |              |              |         |         |
| |                                                   |              |              |              |         |         |
| Fuente: |                                                   |              |              |              |         |         |
| Notas al pie: 1 Comparado con los resultados de los partidos Cambio 90 – Nueva Mayoría y Solución Popular ( Sí Cumple ) en las elecciones de 2001. 2 Comparado con los resultados de los partidos Acción Popular y Somos Perú en las elecciones de 2001. |                                                   |              |              |              |         |         |
| Notas al pie: |                                                   |              |              |              |         |         |
| 1 Comparado con los resultados de los partidos Cambio 90–Nueva Mayoría y Solución Popular (Sí Cumple) en las elecciones de 2001. 2 Comparado con los resultados de los partidos Acción Popular y Somos Perú en las elecciones de 2001.                   |                                                   |              |              |              |         |         |

### Elecciones parlamentarias de 2001
| Partidos y coaliciones | Partidos y coaliciones                    | Voto popular | Voto popular | Voto popular | Escaños | Escaños |
| Partidos y coaliciones | Partidos y coaliciones                    | Votos        | %            | ±pp          | Total   | +/−     |
| ---------------------- | ----------------------------------------- | ------------ | ------------ | ------------ | ------- | ------- |
|                        | Partido Aprista Peruano (APRA)            | 70,535       | 24.06        | n/a          | 1       | n/a     |
|                        | Perú Posible (PP)                         | 68,414       | 23.34        | n/a          | 1       | n/a     |
|                        | Frente Independiente Moralizador (FIM)    | 37,284       | 12.72        | n/a          | 1       | n/a     |
|                        | Unión por el Perú (UPP)                   | 36,572       | 12.47        | n/a          | 1       | n/a     |
|                        | Unidad Nacional (PPC–SN–RN–CR)            | 31,118       | 10.61        | n/a          | 0       | n/a     |
|                        | Acción Popular (AP)                       | 14,406       | 4.91         | n/a          | 0       | n/a     |
|                        | Solución Popular (SoP)                    | 13,660       | 4.66         | n/a          | 0       | n/a     |
|                        | Somos Perú (SP)                           | 4,987        | 1.70         | n/a          | 0       | n/a     |
|                        | Cambio 90–Nueva Mayoría (C90–NM)          | 4,820        | 1.64         | n/a          | 0       | n/a     |
|                        | Renacimiento Andino (RA)                  | 3,677        | 1.25         | n/a          | 0       | n/a     |
|                        | Todos por la Victoria (TpV)               | 2,678        | 0.91         | n/a          | 0       | n/a     |
|                        | Frente Popular Agrícola del Perú (Frepap) | 2,516        | 0.86         | n/a          | 0       | n/a     |
|                        | Proyecto País (PrP)                       | 2,515        | 0.86         | n/a          | 0       | n/a     |
|                        |                                           |              |              |              |         |         |
| Total                  | Total                                     | 293,182      |              |              | 4       | n/a     |
|                        |                                           |              |              |              |         |         |
| Votos válidos          | Votos válidos                             | 293,182      | 82.52        | n/a          |         |         |
| Votos en blanco        | Votos en blanco                           | 29,302       | 8.25         | n/a          |         |         |
| Votos nulos            | Votos nulos                               | 32,815       | 9.23         | n/a          |         |         |
| Votos emitidos         | Votos emitidos                            | 355,299      | 86.05        | n/a          |         |         |
| Abstenciones           | Abstenciones                              | 57,604       | 13.95        | n/a          |         |         |
| Votantes registrados   | Votantes registrados                      | 412,903      |              |              |         |         |
|                        |                                           |              |              |              |         |         |
| Fuente:                |                                           |              |              |              |         |         |

### Elecciones parlamentarias de 2000
Elecciones parlamentarias en distrito electoral nacional único

### Elecciones parlamentarias de 1995
Elecciones parlamentarias en distrito electoral nacional único

### Elecciones parlamentarias de 1990
| Partidos y coaliciones | Partidos y coaliciones                                     | Voto popular | Voto popular | Voto popular | Escaños | Escaños |
| Partidos y coaliciones | Partidos y coaliciones                                     | Votos        | %            | ±pp          | Total   | +/−     |
| --- | ---------------------------------------------------------- | ------------ | ------------ | ------------ | ------- | ------- |
| | Frente Democrático1 (Movimiento Libertad–PPC–AP)           | 54,783       | 31.67        | n/a          | 2       | +1      |
| | Partido Aprista Peruano (APRA)                             | 51,468       | 29.75        | –20.97       | 2       | –2      |
| | Izquierda Unida (IU)                                       | 27,622       | 15.97        | –6.08        | 1       | ±0      |
| | Cambio 90 (C90)                                            | 26,619       | 15.39        | Nuevo        | 1       | +1      |
| | Izquierda Socialista (IS)                                  | 7,949        | 4.60         | Nuevo        | 0       | ±0      |
| | Frente Nacional de Trabajadores y Campesinos2 (Frenatraca) | 2,588        | 1.50         | +0.69        | 0       | ±0      |
| | Frente Popular Agrícola del Perú (Frepap)                  | 1,309        | 0.76         | Nuevo        | 0       | ±0      |
| | Unión Democrática                                          | 655          | 0.38         | Nuevo        | 0       | ±0      |
| |                                                            |              |              |              |         |         |
| Total | Total                                                      | 172,993      |              |              | 6       | ±0      |
| |                                                            |              |              |              |         |         |
| Votos válidos | Votos válidos                                              | 172,993      | 100.00       | +21.45       |         |         |
| Votos en blanco | Votos en blanco                                            | 0            | 0.00         | –15.52       |         |         |
| Votos nulos | Votos nulos                                                | 0            | 0.00         | –5.93        |         |         |
| Votos emitidos | Votos emitidos                                             | 172,993      | n/d          | n/a          |         |         |
| Abstenciones | Abstenciones                                               | n/d          | n/d          | n/a          |         |         |
| Votantes registrados | Votantes registrados                                       | n/d          |              |              |         |         |
| |                                                            |              |              |              |         |         |
| Fuente: |                                                            |              |              |              |         |         |
| Notas al pie: 1 Comparado con los resultados del Partido Popular Cristiano (dentro de la coalición Convergencia Democrática ) y Acción Popular en las elecciones de 1985. 2 Comparado con los resultados de Izquierda Nacionalista (IN) en las elecciones de 1985. |                                                            |              |              |              |         |         |
| Notas al pie: |                                                            |              |              |              |         |         |
| 1 Comparado con los resultados del Partido Popular Cristiano (dentro de la coalición Convergencia Democrática) y Acción Popular en las elecciones de 1985. 2 Comparado con los resultados de Izquierda Nacionalista (IN) en las elecciones de 1985.                |                                                            |              |              |              |         |         |

### Elecciones parlamentarias de 1985
| Partidos y coaliciones | Partidos y coaliciones                                   | Voto popular | Voto popular | Voto popular | Escaños | Escaños |
| Partidos y coaliciones | Partidos y coaliciones                                   | Votos        | %            | ±pp          | Total   | +/−     |
| --- | -------------------------------------------------------- | ------------ | ------------ | ------------ | ------- | ------- |
| | Partido Aprista Peruano (APRA)                           | 88,545       | 50.72        | +24.08       | 4       | +2      |
| | Izquierda Unida1 (UNIR–UDP–PRT–UI–FOCEP–APS)             | 38,489       | 22.05        | +5.75        | 1       | +1      |
| | Convergencia Democrática2 (PPC–MBH)                      | 19,388       | 11.11        | +4.53        | 1       | +1      |
| | Acción Popular (AP)                                      | 16,008       | 9.17         | –35.28       | 0       | –4      |
| | Frente Democrático de Unidad Nacional (FUN)              | 3,693        | 2.12         | Nuevo        | 0       | ±0      |
| | Partido Socialista del Perú (PSP)                        | 3,530        | 2.02         | +1.81        | 0       | ±0      |
| | Partido Mariateguista para la Liberación Nacional (PMLN) | 2,774        | 1.59         | Nuevo        | 0       | ±0      |
| | Izquierda Nacionalista3 (IN)                             | 1,405        | 0.81         | –0.17        | 0       | ±0      |
| | Partido de Avanzada Nacional (PAN)                       | 528          | 0.30         | Nuevo        | 0       | ±0      |
| | Movimiento Cívico Nacional 7 de Junio (M7J)              | 210          | 0.12         | Nuevo        | 0       | ±0      |
| |                                                          |              |              |              |         |         |
| Total | Total                                                    | 174,570      |              |              | 6       | ±0      |
| |                                                          |              |              |              |         |         |
| Votos válidos | Votos válidos                                            | 174,570      | 78.55        | –1.28        |         |         |
| Votos en blanco | Votos en blanco                                          | 34,501       | 15.52        | +9.44        |         |         |
| Votos nulos | Votos nulos                                              | 13,165       | 5.93         | –8.16        |         |         |
| Votos emitidos | Votos emitidos                                           | 222,236      | 93.98        | n/a          |         |         |
| Abstenciones | Abstenciones                                             | 14,241       | 6.02         | n/a          |         |         |
| Votantes registrados | Votantes registrados                                     | 236,477      |              |              |         |         |
| |                                                          |              |              |              |         |         |
| Fuente: |                                                          |              |              |              |         |         |
| Notas al pie: 1 Comparado con los resultados de los partidos Unión de Izquierda Revolucionaria (PCP-PR–PCR–VR–FLN), Unidad Democrático Popular (UDP), Partido Revolucionario de los Trabajadores (PRT), Unidad de Izquierda (UI), el Frente Obrero Campesino Estudiantil y Popular (FOCEP) y Acción Política Socialista (APS) en las elecciones de 1980. 2 Comparado con los resultados del Partido Popular Cristiano (PPC) en las elecciones de 1980. 3 Comparado con los resultados del Frente Nacional de Trabajadores y Campesinos (Frenatraca) en las elecciones de 1980. |                                                          |              |              |              |         |         |
| Notas al pie: |                                                          |              |              |              |         |         |
| 1 Comparado con los resultados de los partidos Unión de Izquierda Revolucionaria (PCP-PR–PCR–VR–FLN), Unidad Democrático Popular (UDP), Partido Revolucionario de los Trabajadores (PRT), Unidad de Izquierda (UI), el Frente Obrero Campesino Estudiantil y Popular (FOCEP) y Acción Política Socialista (APS) en las elecciones de 1980. 2 Comparado con los resultados del Partido Popular Cristiano (PPC) en las elecciones de 1980. 3 Comparado con los resultados del Frente Nacional de Trabajadores y Campesinos (Frenatraca) en las elecciones de 1980.               |                                                          |              |              |              |         |         |

### Elecciones parlamentarias de 1980
| Partidos y coaliciones | Partidos y coaliciones                                    | Voto popular | Voto popular | Voto popular | Escaños | Escaños |
| Partidos y coaliciones | Partidos y coaliciones                                    | Votos        | %            | ±pp          | Total   | +/−     |
| ---------------------- | --------------------------------------------------------- | ------------ | ------------ | ------------ | ------- | ------- |
|                        | Acción Popular (AP)                                       | 60,645       | 44.45        | n/a          | 4       | n/a     |
|                        | Partido Aprista Peruano (APRA)                            | 36,343       | 26.64        | n/a          | 2       | n/a     |
|                        | Unidad de Izquierda (UI)                                  | 13,743       | 10.07        | n/a          | 0       | n/a     |
|                        | Partido Popular Cristiano (PPC)                           | 8,984        | 6.58         | n/a          | 0       | n/a     |
|                        | Unión de Izquierda Revolucionaria (PCP-PR–PCR–VR–FLN)     | 3,126        | 2.29         | n/a          | 0       | n/a     |
|                        | Unidad Democrático Popular (UDP)                          | 2,698        | 1.98         | n/a          | 0       | n/a     |
|                        | Partido Revolucionario de los Trabajadores (PRT)          | 1,486        | 1.09         | n/a          | 0       | n/a     |
|                        | Frente Nacional de Trabajadores y Campesinos (Frenatraca) | 1,333        | 0.98         | n/a          | 0       | n/a     |
|                        | Organización Política de la Revolución Peruana (OPRP)     | 1,056        | 0.77         | n/a          | 0       | n/a     |
|                        | Movimiento Democrático Peruano (MDP)                      | 1,000        | 0.73         | n/a          | 0       | n/a     |
|                        | Frente Obrero Campesino Estudiantil y Popular (FOCEP)     | 822          | 0.60         | n/a          | 0       | n/a     |
|                        | Movimiento Popular de Acción e Integración Social (MPAIS) | 821          | 0.60         | n/a          | 0       | n/a     |
|                        | Unión Nacional Odriísta (UNO)                             | 743          | 0.55         | n/a          | 0       | n/a     |
|                        | Acción Política Socialista (APS)                          | 364          | 0.27         | n/a          | 0       | n/a     |
|                        | Partido Socialista del Perú (PSP)                         | 284          | 0.21         | n/a          | 0       | n/a     |
|                        |                                                           |              |              |              |         |         |
| Total                  | Total                                                     | 133,448      |              |              | 6       | n/a     |
|                        |                                                           |              |              |              |         |         |
| Votos válidos          | Votos válidos                                             | 133,448      | 79.83        | n/a          |         |         |
| Votos en blanco        | Votos en blanco                                           | 10,168       | 6.08         | n/a          |         |         |
| Votos nulos            | Votos nulos                                               | 23,547       | 14.09        | n/a          |         |         |
| Votos emitidos         | Votos emitidos                                            | 167,163      | n/d          | n/a          |         |         |
| Abstenciones           | Abstenciones                                              | n/d          | n/d          | n/a          |         |         |
| Votantes registrados   | Votantes registrados                                      | n/d          |              |              |         |         |
|                        |                                                           |              |              |              |         |         |
| Fuente:                |                                                           |              |              |              |         |         |